# Grégoire M'Bida
Grégoire M'Bida, surnommé Arantes, est un footballeur international camerounais, jouant au milieu de terrain, né le 27 janvier 1955 à Yaoundé.
Il est le premier buteur subsaharien en Coupe du monde de football.

## Biographie
Il est le tout premier buteur camerounais lors d'une Coupe du monde de football : c'est en 1982, en Espagne, lors du troisième match, contre l'Italie, future finaliste, qui se solde sur le score de 1-1. Son but est marqué à la 61e minute, soit une minute après l'ouverture du score italienne de Francesco Graziani.
Il est aussi l'unique buteur camerounais lors de la CAN 1982 en Libye (1-1 contre la Tunisie).
Il remporte la CAN 1984 en Côte d'Ivoire, et il est finaliste en 1986, en étant battu par l'Égypte.
Il participe au jubilé de Roger Milla, qui a lieu au stade omnisports de Yaoundé, le 2 janvier 1988, devant près de 110 000 spectateurs.

## Clubs
- 1975-1982 :  Canon Yaoundé
- 1982-1984 :  SC Bastia
- 1984-1985 :  Angers SCO
- 1985-1986 :  US Dunkerque
- 1986-1987 :  CS Thonon-les-Bains
- 1987-1989 :  CS Sedan-Ardennes
- 2013 :  Amicale laïque dacquoise
- 2014-2016 :  Espérance Oeyreluy

## Palmarès

### En équipe nationale
- Vainqueur de la Coupe d'Afrique des nations 1984 avec le Cameroun
- Finaliste de la Coupe d'Afrique des nations 1986 avec le Cameroun

### Avec le Canon Yaoundé
- Vainqueur de la Coupe d'Afrique des clubs champions en 1978 et 1980
- Vainqueur de la Coupe d'Afrique des vainqueurs de coupe en 1979
- Finaliste de la Coupe d'Afrique des vainqueurs de coupe en 1977
- Champion du Cameroun en 1977, 1979, 1980 et 1982
- Vainqueur de la Coupe du Cameroun en 1976, 1977 et 1978
- Finaliste de la Coupe du Cameroun en 1980